# فاطمة الزهراء بنت عبد العزيز
الأميرة لالة فاطمة الزهراء العزيزية (13 يونيو 1927 - 15 سبتمبر 2003) هي ابنة السلطان عبد العزيز بن الحسن سلطان المغرب.

## سيرة
ولدت فاطمة الزهراء في طنجة. والديها هما السلطان عبد العزيز وزوجته اللالة ياسمين العلوي. التحقت بالمدرسة الإيطالية في طنجة ثم تابعت دراستها الثانوية في المدرسة الفرنسية بالمدينة نفسها، وحصلت على شهادة البكالوريا.

## الرعاية
كرست جهودها من أجل حقوق المرأة في المغرب. في عام 2001، تجرأت على كسر المحرمات من خلال التحدث علنًا عن الإيدز في المغرب. وترأست عددًا من المنظمات، وكانت رئيسة لكل من:
- (1969–2003) الاتحاد الوطني للمرأة المغربية، الذي عينه الملك الحسن الثاني.[6]

كما كانت أيضًا رئيسًا فخريًا لـ:
- (1971) جمعية تنظيم الأسرة المغربية؛[8]
- الجمعية المغربية للإبداعات المعاصرة؛
- جمعية منطقة طنجة للعمل الثقافي؛
- (2001) مهرجان طنجة الدولي للموسيقى.[9]

## الحياة الخاصة
كانت مخطوبة في السادسة عشرة من عمرها، لمولاي الحسن بن المهدي، خليفة تطوان آنذاك. وعُقد قرانهما في 6 يونيو 1949 في تطوان. أحتفل بزفافها في أبان الحماية الإسبانية ودعي العديد من كبار الشخصيات المغربية والإسبانية. لدى الزوجين ابنة واحدة:
- الأميرة الشريفة لالة أم كلثوم.[13]

وفي عام 1956، بعد عودة محمد الخامس من المنفى، جدد زوجها بيعته للملك وتنازل عن منصبه. ثم عُيّن سفيراً لدى المملكة المتحدة من عام 1957 إلى عام 1965، ثم في روما من عام 1965 إلى عام 1967. وتطلقا في عام 1972.

## الأوسمة

### الأوسمة الوطنية
- وسام الضابط الأعظم من درجة المهدوية لتطوان (1949).
- السيدة صاحبة الوشاح الأعظم لوسام العرش.

### الأوسمة الأجنبية
- فرنسا: قائد وسام جوقة الشرف (11 أغسطس 2003).[14]

## الوفاة
توفيت فاطمة الزهراء يوم 15 سبتمبر 2003 بالمصحة الطبية بالقصر الملكي بالرباط عن عمر ناهز 76 سنة. ودفنت في ضريح مولاي الحسن، الواقع ضمن أراضي القصر الملكي بالرباط.